# Mary Ingalls
Mary Amelia Ingalls (bij Pepin, 10 januari 1865 - De Smet, 20 oktober 1928) werd geboren in de buurt van het stadje Pepin in Wisconsin, uit Caroline en Charles Ingalls. Zij is de oudste zuster van de beroemde auteur Laura Ingalls Wilder, die vooral bekend werd door haar boekenserie Het kleine huis op de prairie.
Op de leeftijd van 14 werd Mary ziek (in de Kleine Huis-boeken omschreven als roodvonk, maar in de memoires van haar zuster omschreven als een herseninfarct), welke ziekte uiteindelijk resulteerde in blindheid voor de rest van haar leven. Tussen 1881 en 1889 ging ze naar het Iowa College for the Blind in Vinton, Iowa. Daarna keerde ze terug naar De Smet (South Dakota) en woonde ze bij haar ouders tot hun dood. Later woonde ze bij haar zuster Grace en daarna bij Carrie. Zij is nooit getrouwd. Zij stierf op 20 oktober 1928 op de leeftijd van 63 jaar aan de gevolgen van longontsteking.
In Het kleine huis werd zij vertolkt door Melissa Sue Anderson (1974-1980), Barbara Jane Reams (1997) en Danielle Chuchran (2005).